# 浦畑達彥
浦畑達彥（日语：／ Urahata Tatsuhiko，1963年—），日本男編劇。原屬MADHOUSE。
參加作品以動畫的劇本居多。日本編劇聯盟會員。

## 參加作品
粗體字表示劇本統籌作品。

### 電視動畫
1989年
- YAWARA！（—1991年，演出、設定）

1994年
- DNA²[1]（編劇）

1995年
- 小紅豆（編劇[注 1]）

1998年
- 炸彈人 彈珠人爆外傳[注 2]
- 庫洛魔法使（構成）
- 危險調查員（編劇）

1999年
- 炸彈人 彈珠人爆外傳V
- 恐怖寵物店（編劇）

2000年
- 向陽之樹
- 第一神拳（—2002年，編劇）

2001年
- 戰鬥陀螺（編劇）

2002年
- Chobits（文藝）
- 馭龍少年（文藝設定）
- 花田少年史（文藝）

2004年
- MONSTER（—2005年，編劇）

2005年
- 極限女孩（編劇）
- 草莓100%[2]（編劇）
- 我太太是高中生（編劇）
- 鬥牌傳說赤木 ～降臨黑暗的天才～（—2006年，編劇）

2006年
- NANA（編劇）
- ARIA The NATURAL（編劇）
- Strawberry Panic（編劇）
- 太陽默示錄（日语：太陽の黙示録）（編劇[3]）
- 後天的方向。（編劇）
- D.Gray-man（—2008年，編劇）

2007年
- 風之聖痕（編劇）

2008年
- ARIA The ORIGINATION（編劇）
- GUNSLINGER GIRL -IL TEATRINO-（劇本統籌協力、編劇）
- 強襲魔女（編劇）
- 卡片鬥士翔（—2009年，編劇）

2009年
- 黑神 The Animation（編劇）
- -Saki-（編劇）
- 魔力女管家特別篇 我回來了◆歡迎回來（編劇）

2010年
- SD鋼彈三國傳 Brave Battle Warriors（—2011年，編劇）
- 強襲魔女2（編劇）

2011年
- 卡片鬥爭!! 先導者[4]（—2012年，編劇）
- A頻道（編劇）
- 花開物語（編劇）
- 丹特麗安的書架（編劇）
- 境界線上的地平線[5]（編劇）
- 我的朋友很少（編劇）
- 純白交響曲（編劇）
- 幸福光暈 ～hitotose～（編劇）

2012年
- 夏色奇蹟[6]（編劇）
- 卡片鬥爭!! 先導者 亞洲巡迴賽篇[7]（—2013年，編劇）
- 咲-Saki- 阿知賀篇 episode of side-A（編劇）
- 白熊咖啡廳（編劇）
- 境界線上的地平線II（編劇）

2013年
- 我女友與青梅竹馬的慘烈修羅場（編劇）
- 我的朋友很少NEXT（編劇）
- 卡片鬥爭!! 先導者 王牌連接篇[8]（—2014年，編劇）
- 斷裁分離的罪惡之剪[9]（編劇）
- 黃金拼圖（編劇）

2014年
- 咲-Saki- 全國篇（編劇）
- 機甲巴打（編劇）
- 卡片鬥爭!! 先導者 雙鬥搭檔篇[10]（編劇）
- 黑色子彈[11]（編劇）
- 愛絲卡&羅吉的鍊金工房 ～黃昏天空之鍊金術士～（編劇）

2015年
- 白箱（編劇）
- 你好!! 黃金拼圖（編劇）
- 放學後的昴星團（編劇）
- GATE 奇幻自衛隊[12]（劇本）
- 六花的勇者（編劇）

2016年
- 粗點心戰爭（編劇）
- DAYS（編劇）
- 強襲魔女（編劇）

2017年
- 雛子的筆記[13]（編劇）
- 徒然喜歡你[14]（編劇）
- 愛吃拉麵的小泉同學（編劇）

2018年
- 紫羅蘭永恆花園（編劇）
- 刃牙 (第2作)（編劇）
- 高分少女（編劇）

2019年
- Re:Stage！Dream Days♪[注 3]（編劇）
- Z/X Code reunion（編劇）
- 高分少女2（編劇）

2020年
- 新櫻花大戰 the Animation[注 4]（編劇）
- 第501統合戰鬥航空團 強襲魔女 通往柏林之路（首席編劇、編劇）

2021年
- Muv-Luv Alternative[15]（編劇）

2022年
- CUE！（編劇）

2024年
- 狼與辛香料 MERCHANT MEETS THE WISE WOLF（編劇）
- 重啟人生的千金小姐正在攻略龍帝陛下（編劇）

### 電影動畫
1987年
- 劇場版 怒吼吧，奔奔（日语：ほえろブンブン）（助理導演）

1992年
- YAWARA！ 上吧！懦怯的孩子們！（設定）

1993年
- 星星的軌道（日语：お星さまのレール）（編劇）

1995年
- 安妮的日記（製作管理）

1996年
- 劇場版 X（製作管理）

2012年
- 強襲魔女 劇場版（編劇）

### OVA
1987年
- 幽靈電車（日语：X電車で行こう）（助理導演）
- JUNK BOY（日语：JUNK BOY）（編劇）

1989年
- 銀河英雄傳說 (第1期)（演出助手）
- 福星小子 捉住那顆心 （編劇）

1990年
- 高校太保（日语：ビー・バップ・ハイスクール）（—1998年，編劇）

1991年
- 福星小子 與靈魂約會（編劇）

1992年
- 東京巴比倫（編劇）
- 絕愛 -1989-（日语：絶愛-1989-）（編劇）

1993年
- 代紋TAKE2（日语：代紋TAKE2）（編劇）
- （設定製作）
- SINGLES（設定製作）
- POPS（設定製作）
- 輾轉難眠的江戶！（日语：お江戸はねむれない!）（設定）
- （編劇、設定製作）
- 人魚之傷（編劇）
- A-Girl（設定製作）

1994年
- 幽幻怪社（編劇）
- 真·孔雀王 （編劇）
- BRONZE KOJI NANJO cathexis（日语：絶愛-1989-）（編劇）
- 魔物獵人妖子5 光陰霸王之亂（編劇）

1995年
- DNA²（OVA版，全話編劇）
- 魔物獵人妖子2（編劇）

1997年
- Psycho Diver 魔性菩薩（日语：サイコダイバー・シリーズ）（編劇）
- 魔域幽靈 The Animated Series（編劇）

1998年
- 支配者的黃昏 TWILIGHT OF THE DARK MASTER（日语：支配者の黄昏）（編劇）
- 火聖旅團 DNA Sights 999.9（日语：火聖旅団ダナサイト999.9）（編劇）

2003年
- 羔羊之歌（製作管理）
- 第一神拳 間柴vs木村 死刑執行（構成）

2007年
- MURDER PRINCESS（日语：MURDER PRINCESS）（編劇）

2012年
- A頻道+smile（編劇）
- 我的朋友很少 Add-on Disk（編劇）

### 網路動畫
2021年
- 範馬刃牙

### 小說
- 水星領航員 四季之風的贈禮（2008年）
- Re:Stage！（2015年—2018年）作為team yoree.（富田賴子、加茂靖子、浦畑達彥）成員，負責劇本統籌&故事。

### 漫畫原作
- Z/X Code reunion（原作：Broccoli、作畫：藤真拓哉，2017年—2020年，全3冊）

## 腳註

## 相關項目
- MADHOUSE
- 日本動畫師列表（日语：アニメ関係者一覧）
- 日本編劇列表（日语：脚本家一覧）
  - 與浦達彥多次一起參加的劇作家：大久保智康、砂山藏澄、水上清資、筆安一幸、高屋敷英夫、江夏由結、山田健一